# John Murray, 11. Duke of Atholl

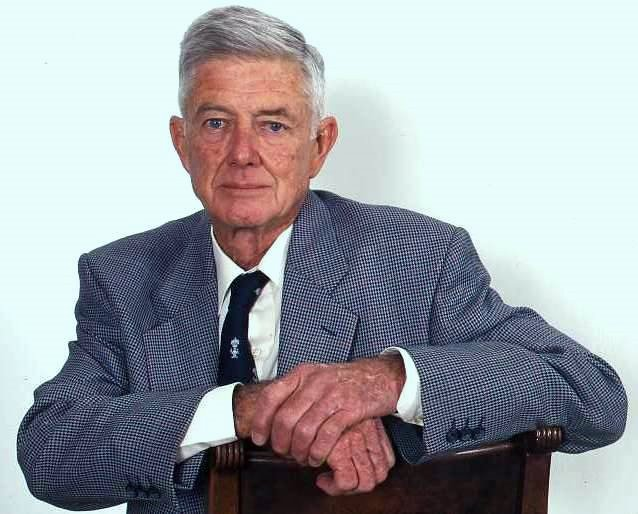
John Murray, 11. Duke of Atholl, 1997

John Murray, 11. Duke of Atholl KStJ (* 19. Januar 1929 in Johannesburg; † 15. Mai 2012 in Südafrika) war ein in Südafrika geborener schottischer Peer und Chief des Clan Murray.

## Leben und Karriere
Murray wurde in Johannesburg, Südafrika, als einziges Kind des George Murray (1884–1940) aus dessen Ehe mit Joan Eastwood geboren. Sein Vater war Major bei der Royal Field Artillery und starb 1940 während des Zweiten Weltkriegs im aktiven Militärdienst. Er war der Ururenkel des Right Reverend Lord George Murray († 1860), Bischof von Sodor und Man und Bischof von Rochester, einem Enkel von John Murray, 3. Duke of Atholl.
An der University of the Witwatersrand, einer führenden südafrikanischen Universität, absolvierte er ein Studium im Ingenieurswesen und schloss mit einem Bachelor of Science ab. Er wurde als Landvermesser tätig.

## Duke of Atholl
Im Februar 1996 erbte Murray im Alter von 67 Jahren beim Tod seines Neffen dritten Grades George Murray, 10. Duke of Atholl dessen Titel sowie einen Sitz im House of Lords. Als Duke of Atholl wurde er auch erblicher Clan Chief des Clan Murray und Colonel-in-Chief der Atholl Highlanders, der zeremoniellen Leibgarde des Dukes und „einzigen legalen Privatarmee in Europa“. Die Atholl Highlanders sind am historischen Stammsitz der Dukes of Atholl, Blair Castle, stationiert. Dieses war bereits unter dem 10. Duke an eine Stiftung übertragen worden. Dennoch wurde die Einheit jedes Jahr von ihm besucht, beim Truppenbesuch. Im House of Lords saß er als Crossbencher. Seinen Parlamentssitz verlor er durch den House of Lords Act 1999. Für eine Nachwahl zum House of Lords trat er nicht an.

## Familie und Tod
Murray heiratete am 15. Dezember 1956 Margaret Yvonne „Peggy“ Leach, die einzige Tochter von Ronald Leonard Leach. Sie hatten zusammen drei Kinder.
Er lebte in Haenertsburg in der südafrikanischen Provinz Limpopo. Er starb am 15. Mai 2012 in einem südafrikanischen Krankenhaus im Alter von 83 Jahren. Seine Titel erbte sein ältester Sohn als Bruce Murray als 12. Duke of Atholl.

## Ehrungen
Am 17. November 2010 wurde Murray Ritter des Order of Saint John (K.St.J.).